# 小洋镇
小洋镇，是中华人民共和国陕西省汉中市镇巴县下辖的一个乡镇级行政单位。

## 行政区划
小洋镇下辖以下地区：
小洋村、潘家河村、木桥村、三岔河村、双星村、红石村、鲁家坝村、花房村、毛垭村、杨家坝村和白河村。